# اشتفان و. کوخ
 اشتفان وِ. کوخ (به آلمانی: Stephan W. Koch) زاده ۲۳ مه ۱۹۵۳  یک فیزیک‌دان نظری اهل آلمان است. او استاد دانشگاه ماربورگ است و در زمینه‌های تئوری ماده چگال، اثرهای سیستم چندپیکره و تئوری لیزر فعالیت می‌کند. عمده شهرت او به دلیل پژوهش‌های بنیادین در زمینه‌ی مشخصه‌های الکترونی و نورشناختی نیم‌رساناها، نورشناخت کوانتومی نیم‌رساناها و طراحی لیزرهای نیم‌رسانا است. بیشتر پژوهش‌های او متمرکز بر فیزیک کوانتوم و کاربردهای نانوساختارهای نیم‌رساناها می‌باشد.